# ليجولاند دبي

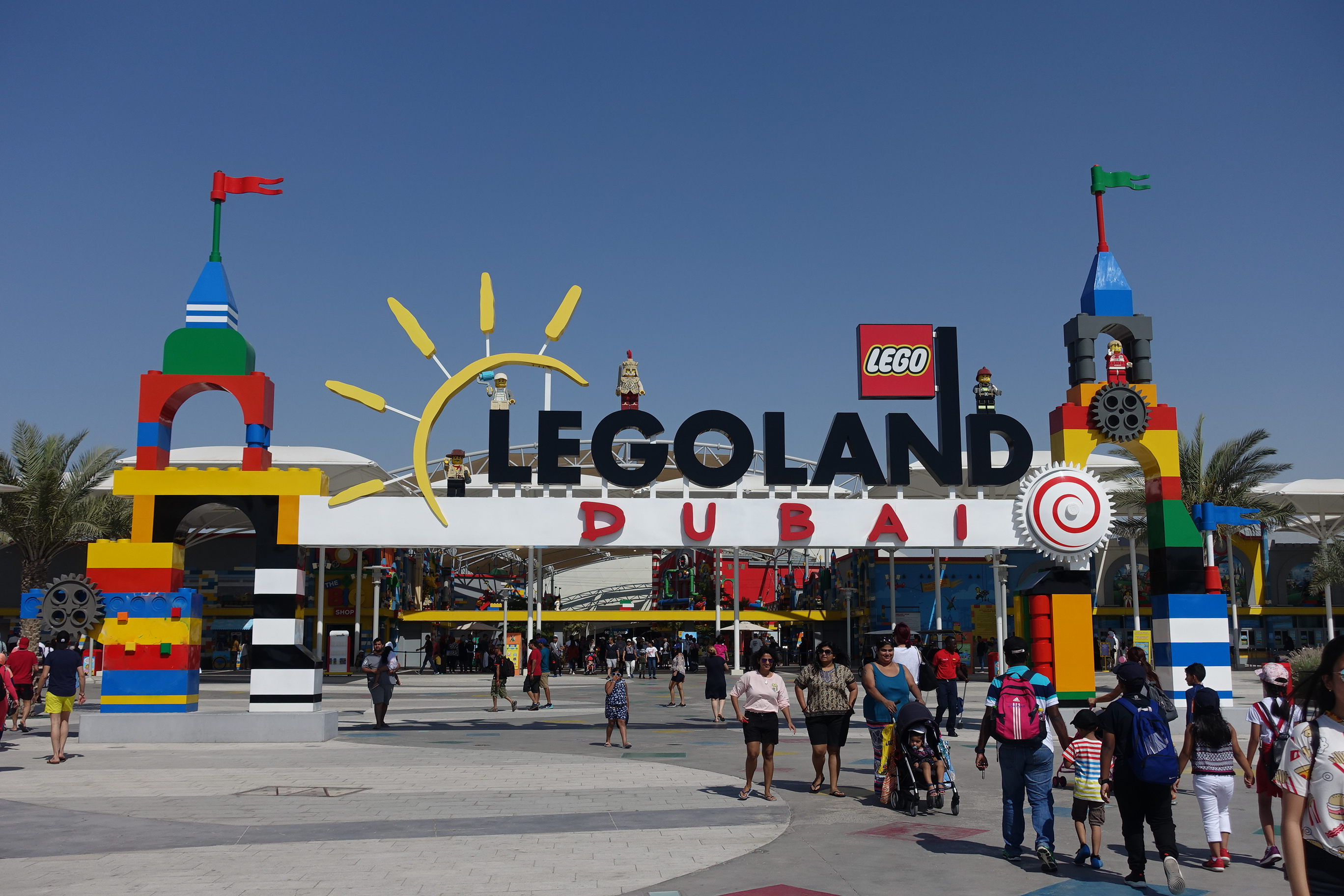

ليجولاند دبي هي مدينة ترفيهية تقع في دبي، تم افتتاحه في 31 أكتوبر 2016 وهو أول متنزه لليجولاند في الشرق الأوسط والسابع على مستوى العالم.  
تم تصميم الحديقة للعائلات التي لديها أطفال من سن 12 عامًا وأصغر. كما توفر الحديقة مجموعة متنوعة من الألعاب والأنشطة. مثل العديد من منتزهات ليغولاند الترفيهية الأخرى، تضم مدينة دبي مينيلاند حيث يتم استخدام أكثر من 20 مليون قطعة ليغو لإنشاء 15000 نموذج مصغر لمعالم وهياكل مختلفة حول العالم.

## أقسام حديقة ليغولاند
تحتوي الحديقة على مجموعة من الأقسام الرئيسية وهي أرض الخيال والمصنع والممالك ومدينة ليغو وأرض المغامرة، كما تضم أول أرض داخلية مصغرة تعرض العديد من المعالم العالمية المصممة بقطع الليغو، والتي تضم أكثر من 15000 مجسم وعروض مباشرة وترفيهية. كما تحتوي الحديقة على العديد من الألعاب المخصصة للأطفال ومنها مدرسة القوارب التي تمنح الأطفال فرصة لتعلم قيادة المراكب، ولعبة المصنع التي تعرّف الأطفال على طريقة تصنيع قطع الليغو، والمدينة المصغرة التي تعرض العديد من المعالم الموجودة في بلدان المنطقة، وقسم الشرطة وهو عبارة عن منطقة داخلية مصنعة من قطع الليغو المرنة بشكل مشابه لأقسام الشرطة الحقيقية، بالإضافة للعبة التنين، والبناء والاختبار، وقطار دوبلو السريع، وقمة بيتل، ومغامرات الغواصة، ومغامرات المملكة المفقودة، وغيرها من الألعاب.  

## النظر أيضاً
- دبي باركس آند ريزورتس
- ليغولاند
- موشنجيت دبي